# Lauren Potter
Lauren Potter (* 10. května 1990) je americká herečka. Její nejznámější role je Becky Jackson v televizním seriálu Glee. Stejně jako její postava v seriálu, tak i ona ve skutečnosti žije s Downovým syndromem.

## Kariéra
Lauren hraje postavu Becky Jackson v televizním seriálu Glee. Becky je členkou klubu roztleskávaček a má Downův syndrom. Sue Sylvester, trenérka roztleskávaček ji i přes její nemoc do týmu po absolvování konkurzu vzala, což se stalo v epizodě "Wheels". Vzhledem k tomu, že má sestra Sue Jean také Downův syndrom, má Sue pro Becky sympatie. Později se Becky stane kapitánkou roztleskávaček.

## Filmografie
| Filmy     | Filmy        | Filmy              | Filmy                    | Filmy |
| Rok       | Název        | Role               | Poznámky                 |       |
| --------- | ------------ | ------------------ | ------------------------ | ----- |
| 2007      | Mr. Blue Sky | Young Andra Little |                          |       |
| Televize  |              |                    |                          |       |
| Rok       | Název        | Role               | Poznámky                 |       |
| 2009–2011 | Glee         | Becky Jackson      | Vedlejší role, 18 epizod |       |